# Strombolicchio
Strombolicchio (in siciliano, Struognulicchiu, "piccola Stromboli") è una piccola isola vulcanica delle Isole Eolie. Ha un'estensione di appena 7 620 metri quadri ed è posta a circa un chilometro e mezzo (poco meno di 1 nmi) a nord-est di Stromboli, rappresentando così il punto più settentrionale dell'intera Regione Siciliana.
L'isola è caratterizzata da ripide scogliere a picco sul mare, ed è totalmente priva di acqua e di terreno coltivabile, pertanto non adatta a essere abitata. Ospita però due specie (una animale, l'altra vegetale) in via di estinzione. È inoltre sede di un faro alimentato a energia solare.

## Caratteristiche geologiche
Strombolicchio è un antico vulcano, le cui origini sono datate intorno a 200.000 anni fa, e costituisce la prima fase nell'evoluzione geologica dell'intero complesso vulcanico di Stromboli, nonché una delle più antiche manifestazioni vulcaniche dell'Arco Eoliano.
Costituita da rocce di basalto, andesite e augite, Strombolicchio è in effetti ciò che rimane dell'antico edificio vulcanico di Stromboli (mentre quello attuale data a circa 100.000 anni fa, dunque più recente). In epoca antica il magma trovò nuove strade per salire in superficie attraverso la crosta terrestre, di conseguenza il sito delle eruzioni si spostò leggermente e l'edificio vulcanico di Strombolicchio smise di eruttare. Questo portò all'erosione graduale delle sue pendici, che scomparvero completamente, lasciando soltanto una torre di magma solidificato (più resistente agli agenti atmosferici), che inizialmente stava all'interno del condotto vulcanico. Tale tipo di formazione è detta neck, o spina vulcanica.

## Storia
Lo scoglio era originariamente alto quasi 70 metri sul livello del mare, ma tra il 1920 e il 1926, su realizzazione del geom. Alfredo d'Ecclesia, vennero effettuati i lavori di costruzione del faro e la cima venne dunque spianata per la realizzazione di una terrazza a circa 49 m s.l.m. Alla fine dei lavori, l'altezza di Strombolicchio era stata ridotta a 56 metri e venne realizzata una scala di oltre 200 gradini per collegare la terrazza al mare. Il faro venne infine attivato nel 1938, con l'invio di un farista per comandarlo.
Secondo una leggenda tramandata dagli abitanti di Stromboli, Strombolicchio sarebbe il tappo del vulcano, lanciato in mezzo al mare durante una violenta eruzione.

## Flora e fauna

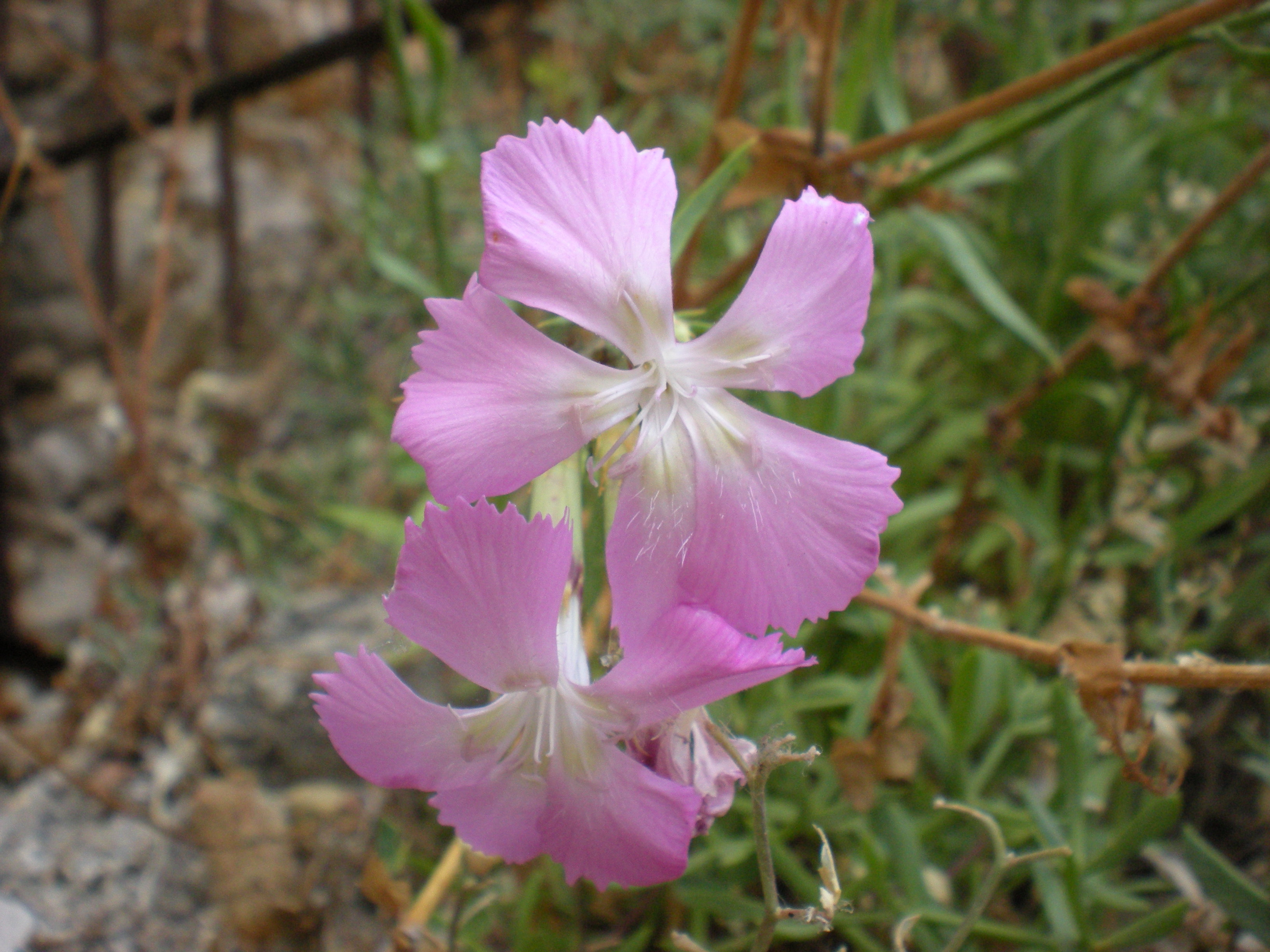
Garofano delle rupi

Le pendici di Strombolicchio sono di estremo interesse naturalistico, in quanto ospitano qualche decina di esemplari di granata rupicola (Bassia saxicola), un fiore a forte rischio di estinzione, presente, oltre che su Strombolicchio, sull'isola di Capri e in un'altra località della costa campana. Altre piante presenti sono il garofano delle rupi (Dianthus rupicola), la violaciocca rossa delle rupi (Matthiola incana) ed il radicchio di scogliera (Hyoseris taurina). Nella parte sommitale vi sono inoltre l'euforbia arborea (Euphorbia dendroides) e l'efedra (Ephedra fragilis).
Gli animali più diffusi sono il geco comune (Tarentola mauritanica) e la lucertola delle Eolie (Podarcis raffonei). Quest'ultima è un'altra specie a rischio di estinzione, in quanto è presente solo in altre tre stazioni nelle Eolie:  lo Scoglio Faraglione di Salina, La Canna di Filicudi e alcune aree di Vulcano. Di tanto in tanto, inoltre, nidifica sull'isola il falco della regina (Falco eleonorae).
Le pareti sommerse di Strombolicchio, che scendono per circa 50 metri fino ad un fondale sabbioso, ospitano alghe incrostanti, spugne, anellidi marini, briozoi e gorgonie.
Dato l'interesse naturalistico, nel 1991 Strombolicchio è stata dichiarata Riserva naturale integrale, ma non sempre vengono effettuati i necessari controlli, sicché non è raro, d'estate, vedere sull'isola decine di turisti, laddove lo sbarco dovrebbe essere consentito solo per scopi scientifici.

## Il faro
Il faro fu attivato nel 1938. 
Si tratta di una torre a base circolare alta circa otto metri sopra un piccolo edificio; la lanterna è circondata dalla galleria, ovvero la balconata di servizio. L'ottica è fissa e la sorgente luminosa è alimentata dall'energia solare tramite pannelli fotovoltaici. Nei primi anni era comandato da un farista, ma oggi è da tempo completamente automatizzato, gestito dalla Marina Militare italiana.

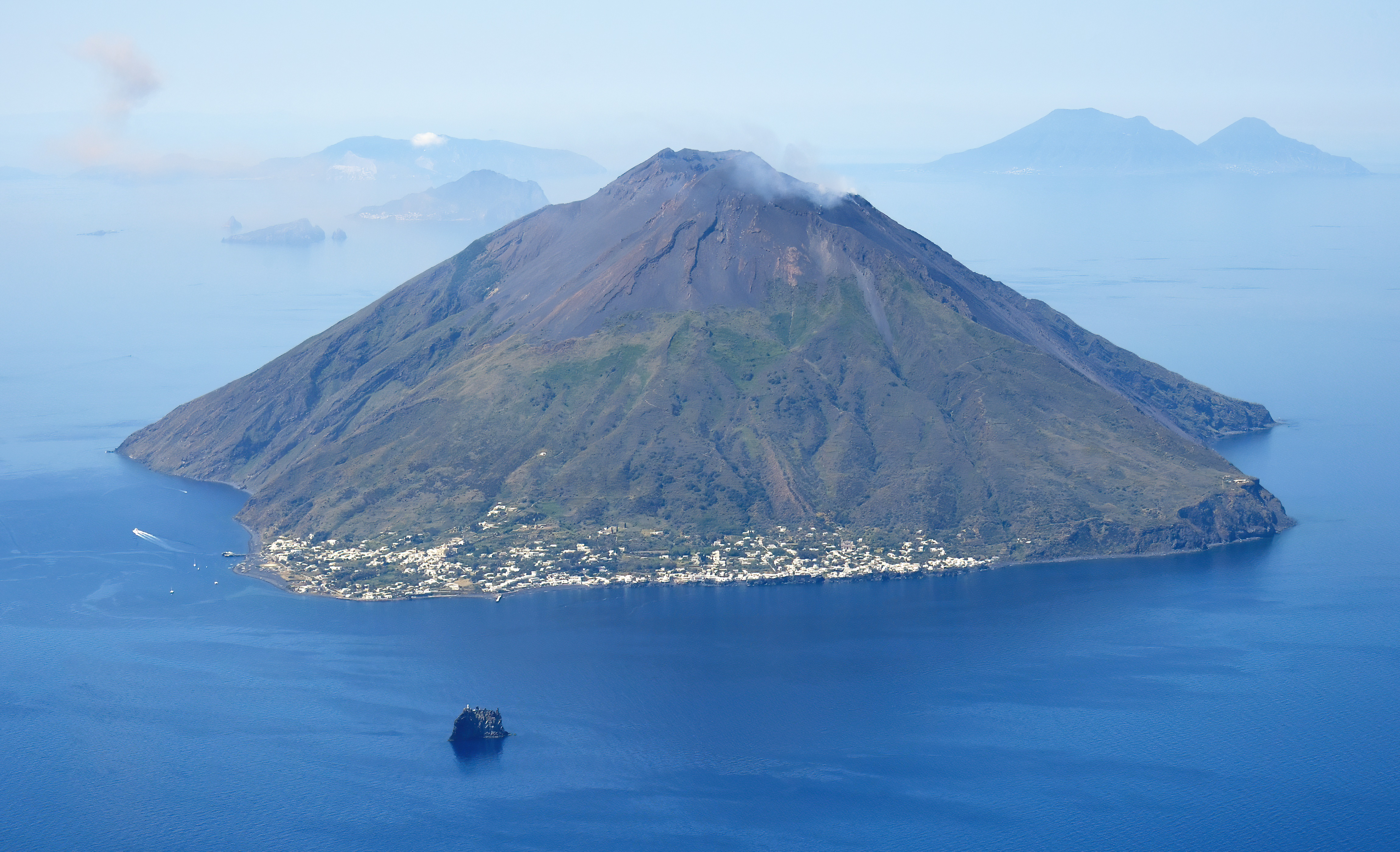
Veduta aerea di Stromboli e Strombolicchio

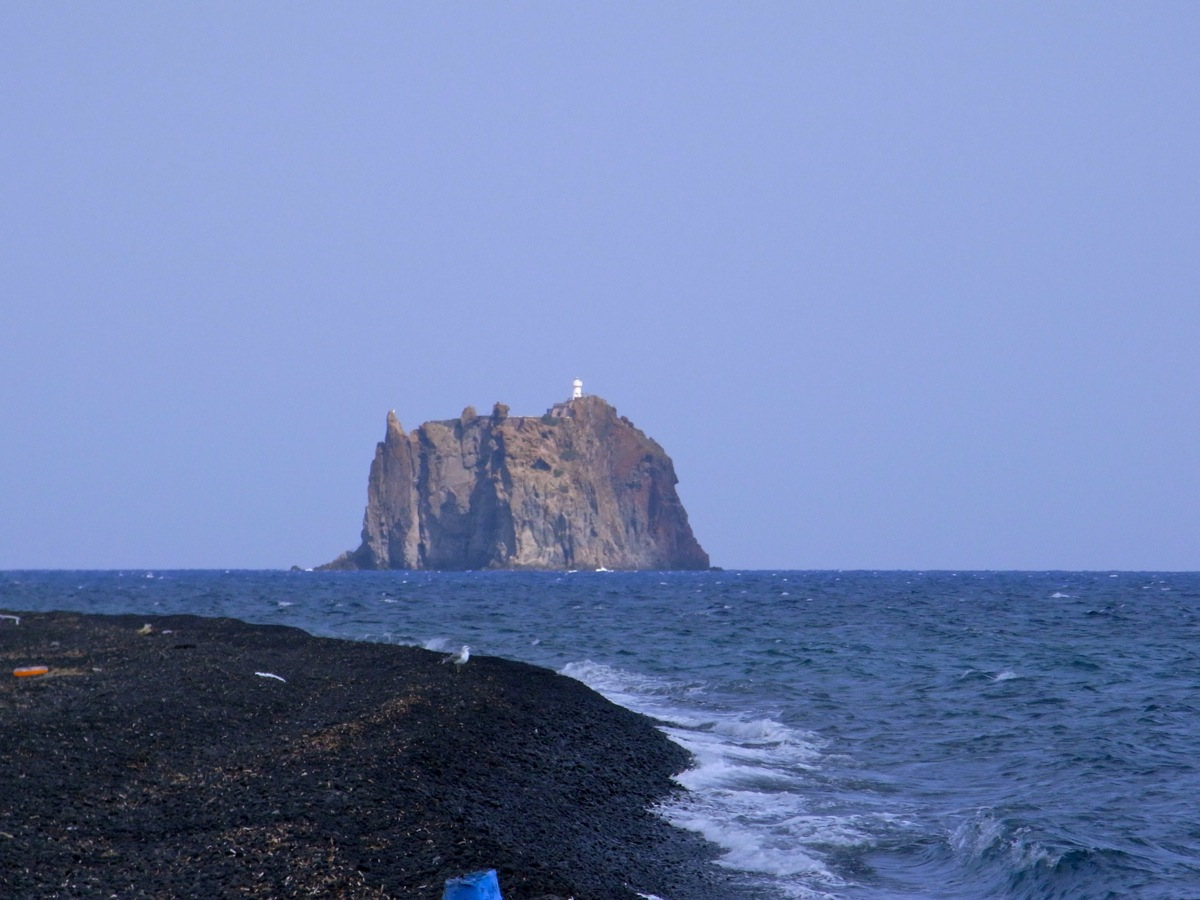
Strombolicchio sullo sfondo di una spiaggia di Stromboli